# Provincia di Aragaçotn
La provincia di Aragaçotn (in armeno Արագածոտն?; ) è una provincia dell'Armenia di circa 140 000 abitanti (2007) che ha come capoluogo Ashtarak. La provincia mette insieme i precedenti distretti di Ashtarak, Aragats, Aparan e Talin.
Aragatsotn confina a nord con le provincie di Lori e Shirak, a ovest con la provincia di Kotayk, a sud con la provincia di Armavir e a ovest con la Turchia. La provincia deve il suo nome al monte Aragats che domina la regione, infatti Aragats otn in armeno vuol dire il piede dell'Aragats.

## Geografia antropica

### Suddivisioni amministrative
La provincia è suddivisa in 114 comuni, dei quali 3 sono considerate città. Nella tabella sono suddivisi per rayon, un tipo di suddivisione in uso fino al 1995.
| Ashtarak | Aparan | Aragats | Talin |
| --- | --- | --- | --- |
| 1. Agarak 2. Aghtsk 3. Antarut 4. Aragatsotn 5. Artashavan 6. Aruch 7. Ashtarak 8. Avan 9. Bazmaghbyur 10. Byurakan 11. Dprevank 12. Ghazaravan 13. Karbi 14. Kosh 15. Lernarot 16. Nor Amanos 17. Nor Yedesia 18. Ohanavan 19. Orgov 20. Oshakan 21. Parpi 22. Saghmosavan 23. Sasunik 24. Shamiram 25. Tegher 26. Ujan 27. Ushi 28. Verin Sasunik 29. Voskehat 30. Voskevaz | 1. Aparan 2. Apnagyugh 3. Ara 4. Aragats 5. Chknagh 6. Dzoraglukh 7. Hartavan 8. Jrambar 9. Kuchak 10. Lusagyugh 11. Kayk 12. Nigavan 13. Norashen 14. Saralanj 15. Shenavan 16. Tsaghkashen 17. Ttujur 18. Vardenis 19. Vardenut 20. Yeghipatrush 21. Yernjatap | 1. Alagyaz 2. Avshen 3. Berkarat 4. Charchakis 5. Geghadir 6. Geghadzor 7. Gegharot 8. Hnaberd 9. Jamshlu 10. Lernapar 11. Melikgyugh 12. Mirak 13. Norashen 14. Ortachya 15. Rya Taza 16. Sangyar 17. Shenkani 18. Sipan 19. Tsaghkahovit 20. Tsilkar 21. Vardablur | 1. Agarak 2. Akunk 3. Aragats 4. Thathul 5. Arteni 6. Ashnak 7. Barozh 8. Baysz 9. Dashtadem 10. Davtashen 11. Dian 12. Garnahovit 13. Getap 14. Ghabaghtapa 15. Gyalto 16. Hakko 17. Hatsashen 18. Irind 19. Kakavadzor 20. Karmrashen 21. Katnaghbyur 22. Lusakn 23. Mastara 24. Nerkin Bazmaberd 25. Nerkin Sasunashen 26. Nor Artik 27. Partizak 28. Shgharshik 29. Sorik 30. Suser 31. Talin 32. Tlik 33. Tsaghkasar 34. Tsamakasar 35. Verin Bazmaberd 36. Verin Sasnashen 37. Vosketas 38. Yeghnik 39. Zarindja 40. Zovasar |